# Walhalla (Dakota del Norte)
Walhalla es una ciudad ubicada en el condado de Pembina en el estado estadounidense de Dakota del Norte. En el censo de 2010 tenía una población de 996 habitantes y una densidad poblacional de 359,74 personas por km².

## Geografía
Walhalla se encuentra ubicada en las coordenadas 48°55′16″N 97°55′1″O / 48.92111, -97.91694. Según la Oficina del Censo de los Estados Unidos, Walhalla tiene una superficie total de 2.77 km², de la cual 2.72 km² corresponden a tierra firme y (1.59%) 0.04 km² es agua.

## Demografía
Según el censo de 2010, había 996 personas residiendo en Walhalla. La densidad de población era de 359,74 hab./km². De los 996 habitantes, Walhalla estaba compuesto por el 88.25% blancos, el 0.1% eran afroamericanos, el 8.73% eran amerindios, el 0% eran asiáticos, el 0% eran isleños del Pacífico, el 0.2% eran de otras razas y el 2.71% pertenecían a dos o más razas. Del total de la población el 1.71% eran hispanos o latinos de cualquier raza.